# Real Federación Marroquí de Deportes para Personas con Discapacidad
La Real Federación Marroquí de Deportes para Personas con Discapacidad es el comité paralímpico nacional que representa a Marruecos. Esta organización es la responsable de las actividades deportivas paralímpicas en el país. Es miembro del Comité Paralímpico Internacional y del Comité Paralímpico Africano.